# Tidaholms samrealskola
Tidaholms samrealskola var en realskola i Tidaholm verksam från 1911 till 1964. 

## Historia
Skolan inrättades 1905 som en privat samskola, från 1910 enskild mellanskola. Denna ombildades 7 juli 1911 till en kommunal mellanskola. Denna ombildades från 1932 successivt till Tidaholms samrealskola.
Realexamen gavs från omkring 1920 till 1964.
Skolbyggnaden från början av 1900-talet är numera (2020) använt av Barnens hus.